# 永江祐貴
永江 祐貴（ながえ ゆうき、1990年11月15日 - ）は、日本の俳優である。京都府出身。アオイコーポレーション所属であったが、2014年6月現在は所属リストから外れている。

## 略歴
姉がアオイコーポレーションに履歴書を送ったことをきっかけに芸能界入りし、2010年、関西テレビ制作のテレビドラマ『ギルティ 悪魔と契約した女』にレギュラー出演して俳優デビューした。
その後もテレビドラマに出演し活動したほか、2012年には『大奥〜永遠〜［右衛門佐・綱吉篇］』で映画に初出演し、この作品が上映された京都ヒストリカ国際映画祭でのオープニングセレモニーに京都出身の出演者として出席した。ハリウッド映画『プレイ・フォー・マネー』にもShunji役で出演した（日本公開未定）。

## 人物
京都市内の聖護院裏にある中学校（京都市立近衛中学校のこと）出身で、2012年現在は大学在学中。学生時代は中学以降部活動にバスケットボールを選び、大学にもスポーツ推薦で入学し、10年にわたって続けた。

## 出演

### テレビドラマ
- ギルティ 悪魔と契約した女（2010年10月-12月、関西テレビ） - 藤井優 役
- 犬を飼うということ〜スカイと我が家の180日〜 第6話（2011年5月20日、テレビ朝日） - 獣医 役
- ジウ 警視庁特殊犯捜査係（2011年7月-9月、テレビ朝日） - 柴井健一 役
- 宮部みゆき・4週連続“極上”ミステリー 理由（2012年5月7日、TBS） - 石田直己 役
- 黒の女教師（2012年7月 - 9月、TBS） - 副島総一郎 役
- 結婚しない（2012年10月 - 12月、フジテレビ） - 佐藤翔太 役
- ダブルス〜二人の刑事（2013年4月 - 6月、テレビ朝日） - 橋本亮 役
- 山田くんと7人の魔女（2013年8月 - 10月、フジテレビ） - 猪瀬潤 役
- 酔いどれ小籐次 第8話（2013年8月9日、NHK BSプレミアム） - 松之助 役

### 映画
- 大奥〜永遠〜［右衛門佐・綱吉篇］（2012年、松竹 / アスミック・エース） - 斉藤 役